# みらくる☆ちゃんす
「みらくる☆ちゃんす」は、ULTRA-PRISMの楽曲。同グループメジャー3枚目のシングルとして2011年1月26日にMellow Headから発売された。

## 概要
テレビアニメ『Rio RainbowGate!』エンディングテーマとして起用された。1枚目のアルバム「ULTRA-DATE!」は表題曲のみならず、同曲のSwinging dimension Mixとしてリミックスされたボーナストラックを収録されている。

## 収録曲
（全作詞：月宮うさぎ、作曲・編曲：小池雅也）
1. みらくる☆ちゃんす [4:44]
  - テレビアニメ『Rio RainbowGate!』エンディングテーマ
2. Pinkish 〜ふぉーちゅーんはぁと〜 [4:39]
3. みらくる☆ちゃんす（Instrumental）
4. Pinkish 〜ふぉーちゅーんはぁと〜 （Instrumental）

## 収録アルバム
| 曲名              | アルバム        | 発売日        |
| ----------------- | --------------- | ------------- |
| みらくる☆ちゃんす | 『ULTRA-DATE!』 | 2011年9月21日 |